# Villa Emma (Nonantola)
Villa Emma è una costruzione situata alla periferia di Nonantola, in provincia di Modena, il cui nome è strettamente legato a quello del sacerdote don Arrigo Beccari e del medico Giuseppe Moreali, che durante la seconda guerra mondiale sostennero l'opera di salvataggio di un gruppo di una settantina di giovani ebrei provenienti dall'est europeo, sottraendoli alle persecuzioni nazifasciste e ai campi di concentramento fino alla salvezza in territorio svizzero.

## Storia
L'edificio venne costruito verso il 1890 dall'ingegnere Vincenzo Maestri, su commissione del commendatore ebreo Carlo Sacerdoti e sua moglie Emma Coen.
La villa è caratterizzata da una facciata con corpo mediano avanzante fra due ali laterali, traforato nel settore centrale da un porticato e da una soprastante loggia, a tre arcate. Sui lati sono presenti altri porticati, con terrazze superiori. Gli esterni sono decorati in stile eclettico da cornici marcapiano e i rilievi in cotto che richiamano elementi rinascimentali. L'interno è finito con un pavimento di battuto alla veneziana, mentre i soffitti sono decorati con affreschi allegorici realizzati da Ferdinando Manzini (scenografo del Teatro comunale di Modena) e Andrea Becchi (massimo esponente della scuola di decorazione carpigiana). Nel parco della villa vennero realizzate anche una grandiosa serra e la casa del giardiniere all'ingresso del parco, caratterizzata dalla torretta d'impianto quadrato, con belvedere, orologio e meridiana.

## I ragazzi di Villa Emma

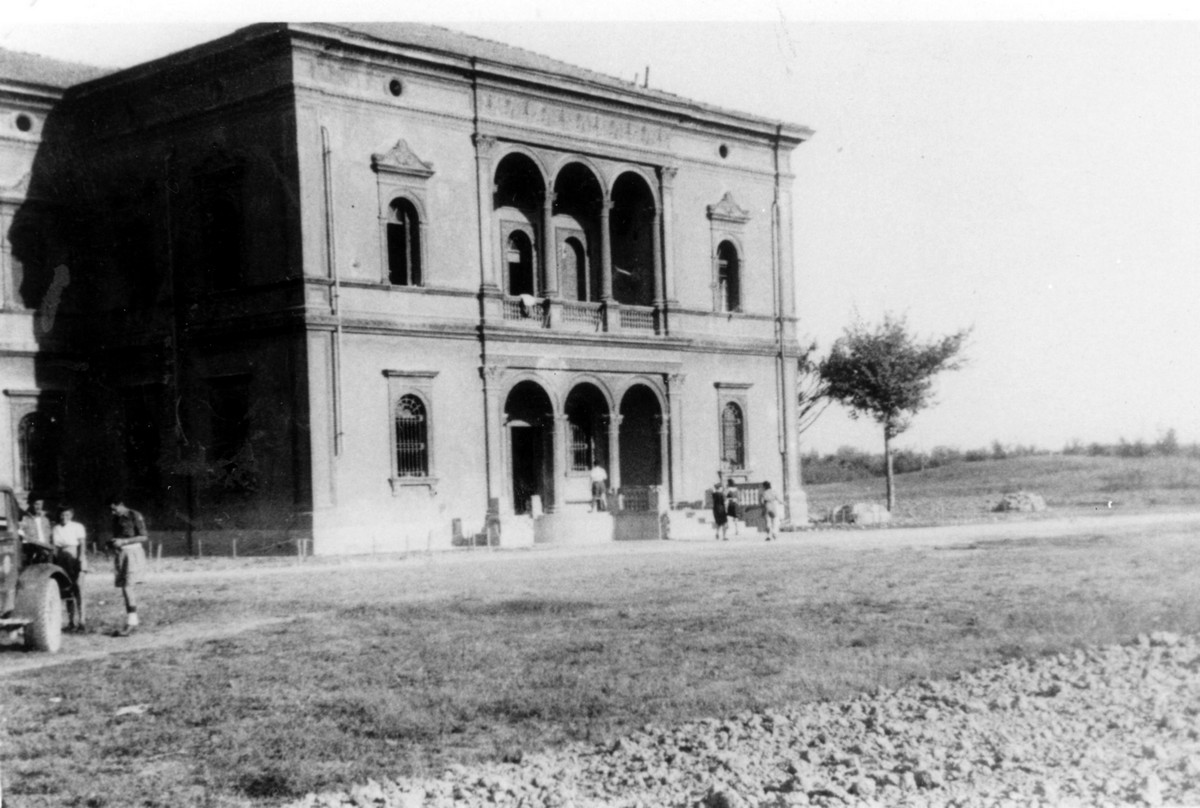
Villa Emma, Nonantola, 1945

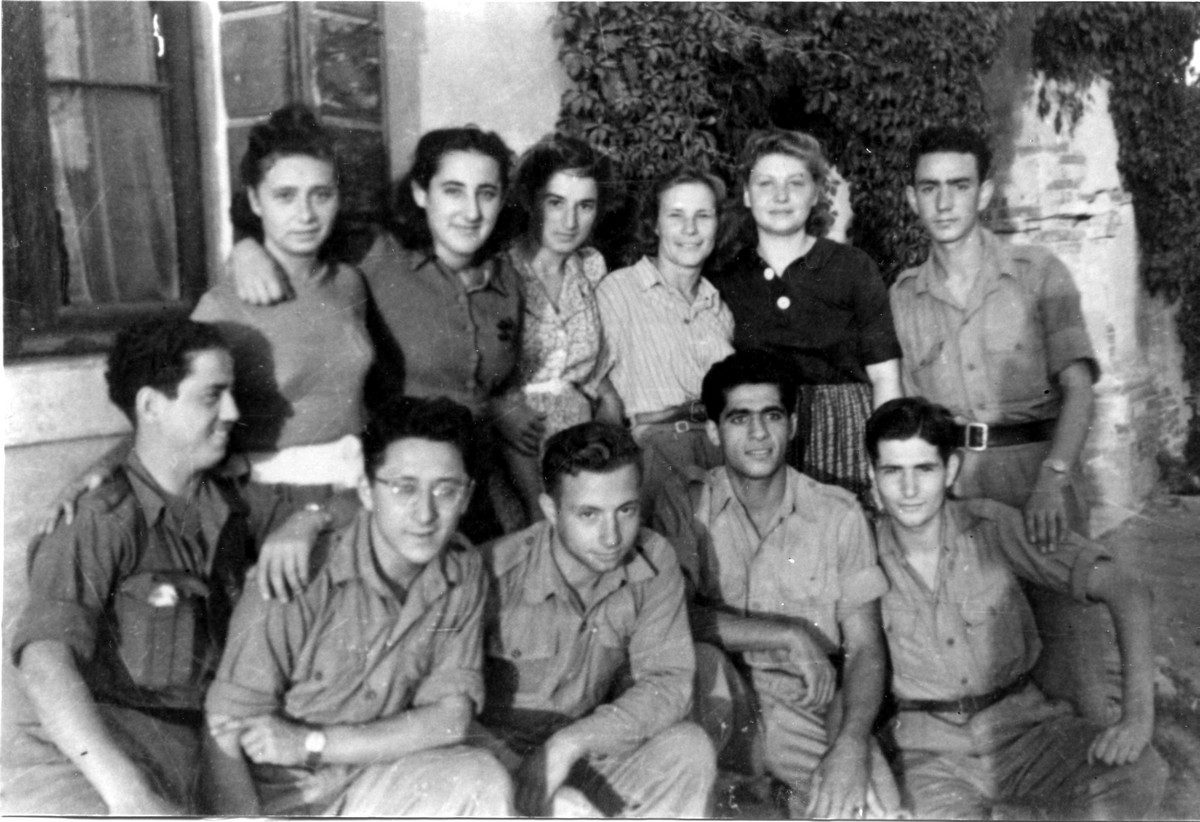
Alcuni dei "ragazzi di Villa Emma"

La vicenda storica di quelli che sono conosciuti come "i ragazzi di Villa Emma" ha inizio nel 1942 quando l'organizzazione ebraica italiana di assistenza ai rifugiati DELASEM riesce ad ottenere il permesso perché un gruppo di quaranta ragazzi ebrei - provenienti dalla Germania e dall'Austria e rifugiatisi dalla Croazia in Slovenia (allora sotto occupazione italiana) - potesse essere accolto in Italia assieme ai loro accompagnatori.
Il delegato bolognese Mario Finzi aveva preso in affitto un'imponente villa di campagna, Villa Emma, a Nonantola per dare una sistemazione al gruppo. I fuggiaschi arrivarono a Nonantola il 17 luglio 1942 in un edificio da anni abbandonato, privi di tutto. Don Beccari, con l'aiuto dell'amico medico Giuseppe Moreali e di don Ennio Tardini, si prende cura delle loro necessità, dalle brandine prelevate dai locali del seminario ai libri per la scuola. Un altro gruppo di 34 ragazzi orfani, ebrei jugoslavi che si erano rifugiati a Spalato in Dalmazia (allora sotto occupazione italiana), giungerà nell'aprile del 1943, assieme ad alcuni accompagnatori, portando a 74 il numero dei ragazzi ospiti a Villa Emma. 
Per un anno i ragazzi poterono condurre a Nonantola un'esistenza relativamente tranquilla con il sostegno solidale della popolazione locale, dedicandosi alla cura della casa, a lavori agricoli, di falegnameria e di cucito e alle lezioni scolastiche, impartite dai loro accompagnatori, tra i quali Armando Moreno, Josef Indig, Marco Shoky e il pianista Boris Jochvedson.
Con l'8 settembre e l'occupazione nazista, la prima preoccupazione è di porre in salvo i ragazzi di Villa Emma. In meno di 36 ore, don Arrigo Beccari e Giuseppe Moreali li affidano a famiglie locali o li nascondono nei locali del seminario.
Ricorda don Beccari:
In tutto, le famiglie che accolsero i ragazzi furono circa trenta, oltre ai sacerdoti del seminario e alle suore ospedaliere.
Si provvide quindi a fornire ai ragazzi documenti falsi per l'espatrio in Svizzera che con l'aiuto della DELASEM avvenne a piccoli gruppi tra il 6 e il 17 ottobre 1943, guadando di notte il fiume Tresa. Uno soltanto tra i piccoli ospiti di Villa Emma, Salomon Papo, malato di tubercolosi era stato ricoverato in ospedale e non poté viaggiare; scoperto e arrestato nel marzo 1944, perirà ad Auschwitz nell'aprile 1944. Ai 73 ragazzi di Nonantola e ai loro accompagnatori, si unirono nel viaggio per la Svizzera anche alcuni ebrei libici (tre adulti e tre bambini) che anch'essi si trovavano al confino a Nonantola dall'aprile 1942. Con i ragazzi furono salvi anche tutti gli accompagnatori, con l'eccezione di Goffredo Pacifici, il bidello di Villa Emma, che sarà arrestato e deportato una settimana dopo mentre portava in Svizzera altri ebrei. Dalla Svizzera i ragazzi nel dopoguerra raggiungeranno per la maggior parte Israele.
Nel frattempo la parrocchia di Rubbiara è divenuta una centrale importante della Resistenza emiliana: si stampano nel solaio documenti falsi e materiale di propaganda antifascista, e si dà rifugio a partigiani ed ebrei perseguitati, ebrei ferraresi e modenesi che furono sistemati nelle campagne circostanti, ma anche ebrei mandati da don Leto Casini e dalla curia fiorentina.
Arrestato il 16 settembre 1944 per una delazione assieme a don Ennio Tardini, don Beccari fu interrogato ma non confessò mai la sua attività. Rimase sette mesi nel carcere bolognese di San Giovanni in Monte fino alla Liberazione.

## Onorificenze
Nel dopoguerra Beccari ha continuato la sua attività di parroco e Moreali quella di medico. Il 18 febbraio 1964 lo Stato d'Israele li ha inseriti tra i giusti tra le nazioni a Yad Vashem a Gerusalemme.
Dagli anni novanta i "ragazzi di Villa Emma" si ritrovano periodicamente a Nonantola, e il 9 settembre 2001 a Haifa in Israele hanno dedicato un parco, Gan Nonantola, con un monumento creato da Tilla Offenberger, un'artista tra i "ragazzi di Villa Emma", con un'iscrizione in ebraico e italiano a ricordo di don Arrigo Beccari, Giuseppe Moreali e di coloro che li hanno protetti e salvati.

## Villa Emma oggi
Villa Emma, che per anni ha versato in uno stato di abbandono, oggi, riportata agli antichi splendori, è proprietà privata.
A Nonantola, nel marzo 2004 è stata costituita la "Fondazione Villa Emma - Ragazzi ebrei salvati", che ha tra i soci fondatori il Comune di Nonantola e la Provincia di Modena.
Nel 2018, la "Fondazione Villa Emma - Ragazzi ebrei salvati" ha iniziato l'iter per la realizzazione di un museo e memoriale dedicato alle vicende dei ragazzi di Villa Emma, che sarà costruito a Nonantola di fronte all'edificio storico, con un concorso internazionale di architettura, vinto dallo studio italiano Bianchini & Lusiardi Associati.  

## Filmografia
Ai ragazzi di Villa Emma la RAI ha dedicato nel 2004 la miniserie televisiva La fuga degli innocenti e nel 2008 il film-documentario con testimonianze degli ex ragazzi di Villa Emma I ragazzi di Villa Emma. Giovani ebrei in fuga, prodotto da Rai Educational e La storia siamo noi. Già prima era stato prodotto I giorni di Villa Emma. Una mini-troupe di ragazzi e i loro genitori realizzano un film sulla Resistenza. Anno scolastico 1977-78, Classe 3 D, Classe 4 A Scuola elementare, Editore Poligrafico Artioli, Nonantola 1978, ora su DVD.
Die Kinder der Villa Emma, film tedesco uscito nel 2016 e uscito in francese su M6 in novembre 2016.
- I giorni di Villa Emma, film (1977-1978)
- La storia siamo noi, documentario (1997-2013)
- La fuga degli innocenti, mini-serie televisiva (2004)
- I ragazzi di Villa Emma. Giovani ebrei in fuga, docu-film (2008)
- In cammino con Boris Pahor, documentario (2011)
- Dove vi portano gli occhi – a colloquio con Edith Bruck, documentario (2012)
- La nostra lingua manca di parole, documentario (2013)
- L’interrogatorio – quel giorno con Primo Levi, documentario (2014)
- Die Kinder der Villa Emma, film (2016)
- I ragazzi di Villa Emma - Passato e Presente, documentario (2019)

## Canzoni su Villa Emma
Nel 2005 è stata composta una canzone su Villa Emma dalla band Gasparazzo; il brano omonimo viene pubblicato nel cd "Rosso Albero" (progetto ideato e prodotto dal Comune di Nonantola e dall'associazione "Materiale Resistente" di Correggio), ed è contenuto anche nel cd dei Gasparazzo "Esiste chi resiste" del 2014.

## Mostra fotografica - Cataloghi
- I ragazzi ebrei di Villa Emma a Nonantola. Fotografie di una mostra, a cura di Ombretta Piccinini, Klaus Voigt, traduzioni Annette Antignac et al., Nonantola : Comune, Archivio storico - Izieu : Maison d'Izieu, [2004]
- I ragazzi ebrei di Villa Emma a Nonantola. Milano, Museo di storia contemporanea. 29 gennaio-13 marzo 2005. Mostra fotografica, a cura di Ombretta Piccinini, Klaus Voigt, Comune, Archivio storico, Nonantola 2005
- Voigt, Klaus, Villa Emma. Ragazzi ebrei in fuga 1940-1945, trad. di Loredana Melissari, La nuova Italia, Scandicci 2002
- I ragazzi ebrei di Villa Emma a Nonantola. Fotografie di una mostra, a cura di Ombretta Piccinini, Klaus Voigt; trad.: Loredana Melissari, Comune di Nonantola, Archivio storico, Nonantola 2002

## Narrativa
- Giuseppe Pederiali, I ragazzi di Villa Emma, illustrazioni di Maria Mantovani, Narratori di oggi, Milano, Edizioni Scolastiche Bruno Mondadori, 1989,  p. 192, ISBN 88-424-0120X.